# Distretto di Amravati
Il distretto di Amravati è un distretto del Maharashtra, in India, di 2 606 063 abitanti. È situato nella divisione di Amravati e il suo capoluogo è Amravati.
Nel distretto si trova il Parco nazionale di Gugamal.